# Teraz cię mam, ty sukinsynu
Teraz cię mam, ty sukinsynu (TCMTS, ang. NIGYSOB
Now I Gotcha, You S.O.B, Now I've Got You Son of a Bitch) to jedna z podstawowych gier międzyludzkich omawianych w analizie transakcyjnej (szkoła psychologii).

## Teza
Na poziomie społecznym są to racjonalnie prowadzone rozmowy, między dwoma lub więcej Dorosłymi, natomiast na poziomie psychologicznym są to transakcje między Rodzicem, odreagowującym własne frustracje poprzez atak na Dziecko, któremu przydarzyło się złamać normę zachowania. Teza w tego typu grze z punktu widzenia agensa brzmi: Teraz cię mam, ty sukinsynu. 
W tej grze wygrywa Rodzic, mogąc wyładować negatywne emocje na często przypadkowej osobie. Otrzymuje psychologiczną wypłatę wówczas, gdy druga strona zgadza się na warunki gry i przyjmuje postawę obronną, przez co agens może atakować, udowadniając ofierze, że źle postąpiła, przyłapując ją na gorącym uczynku. Często w TCMTS grają osoby, które przez długi czas powstrzymywały własne zachowania agresywne względem innych. Ofiara jest tutaj prowokatorem, jednak prowokacja najczęściej jest nieświadoma i atak furii jest dla niej zaskoczeniem.

## Antyteza
Jedną z najlepszych antytez jest zachowanie zgodne z przyjętymi zasadami, niedające możliwości rozpoczęcia gry lub jej kontynuacji.

## Cel
Usprawiedliwienie własnego agresywnego zachowania.

## Role
- Agresor (agens)
- Ofiara

## Paradygmat transakcyjny
- poziom społeczny Dorosły - Dorosły
- poziom psychologiczny Rodzic - Dziecko

## Posunięcia
- (I) Prowokacja - Oskarżenie (II) Obrona - Oskarżenie (III) Obrona - Ukaranie

## Odmiany gry
- Nękanie

## Gry komplementarne
- Dlaczego to zawsze mnie musi się przytrafić